# シャトル (レース)
シャトルとは、タティングレースに用いる道具の一つ。紡績に用いられる杼（シャトル）と形状が似ており、より小型である。タティングレースは、18世紀に貴婦人のたしなみとして流行したため、装飾の施されたシャトルを持って描かれた肖像画が残っている。

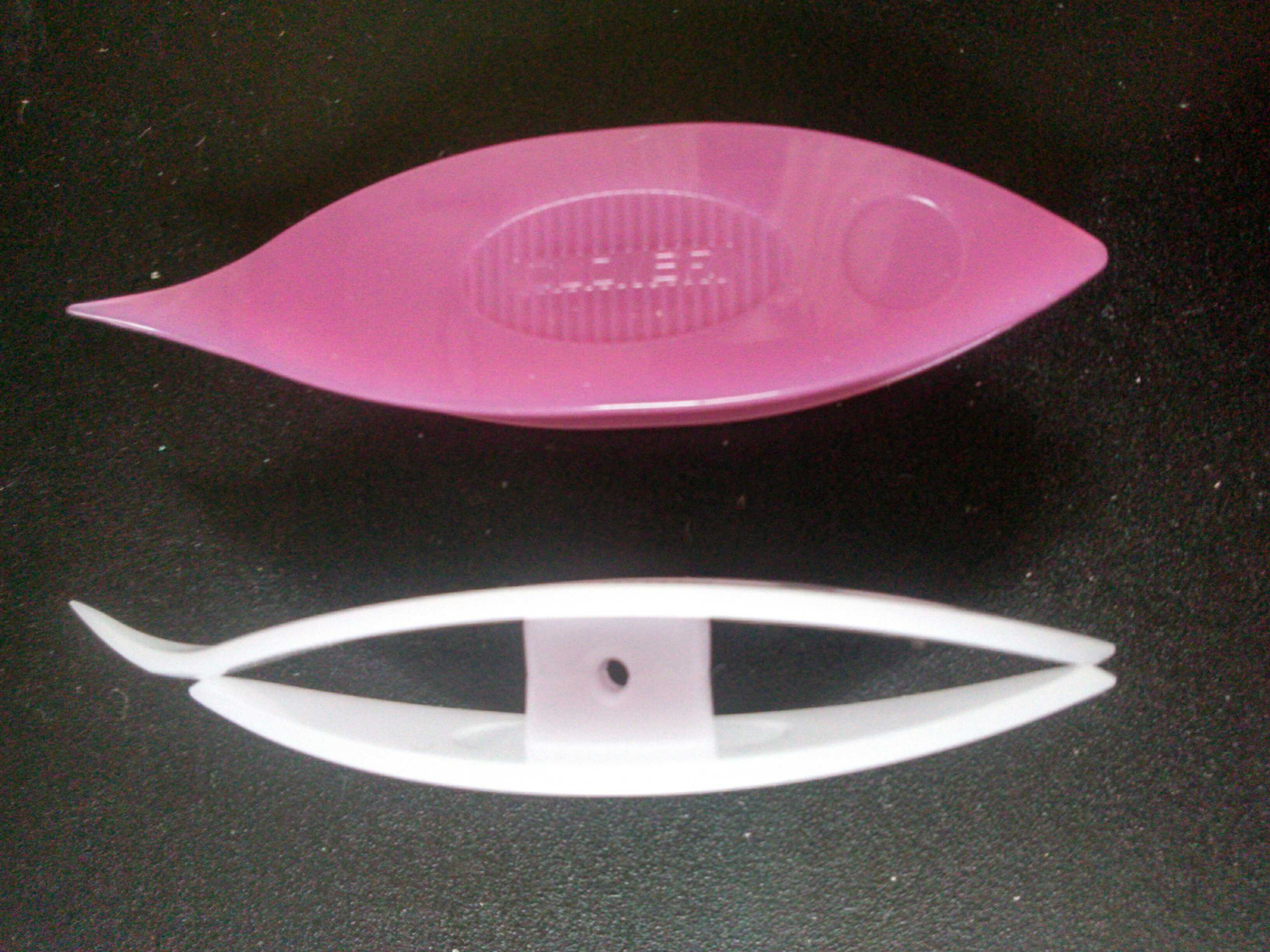
日本で一般的に出回っているタティングシャトル

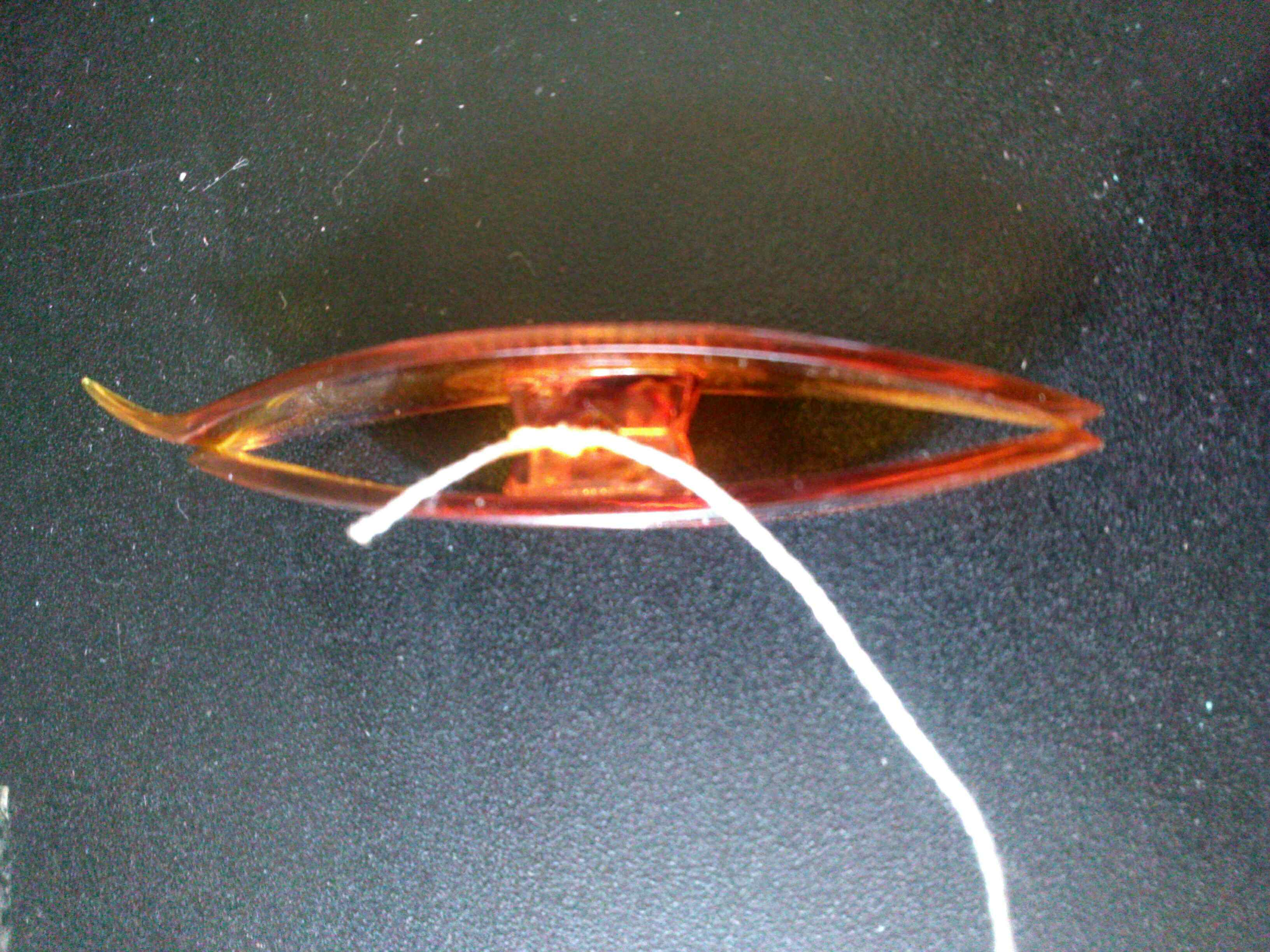
糸の巻き始め

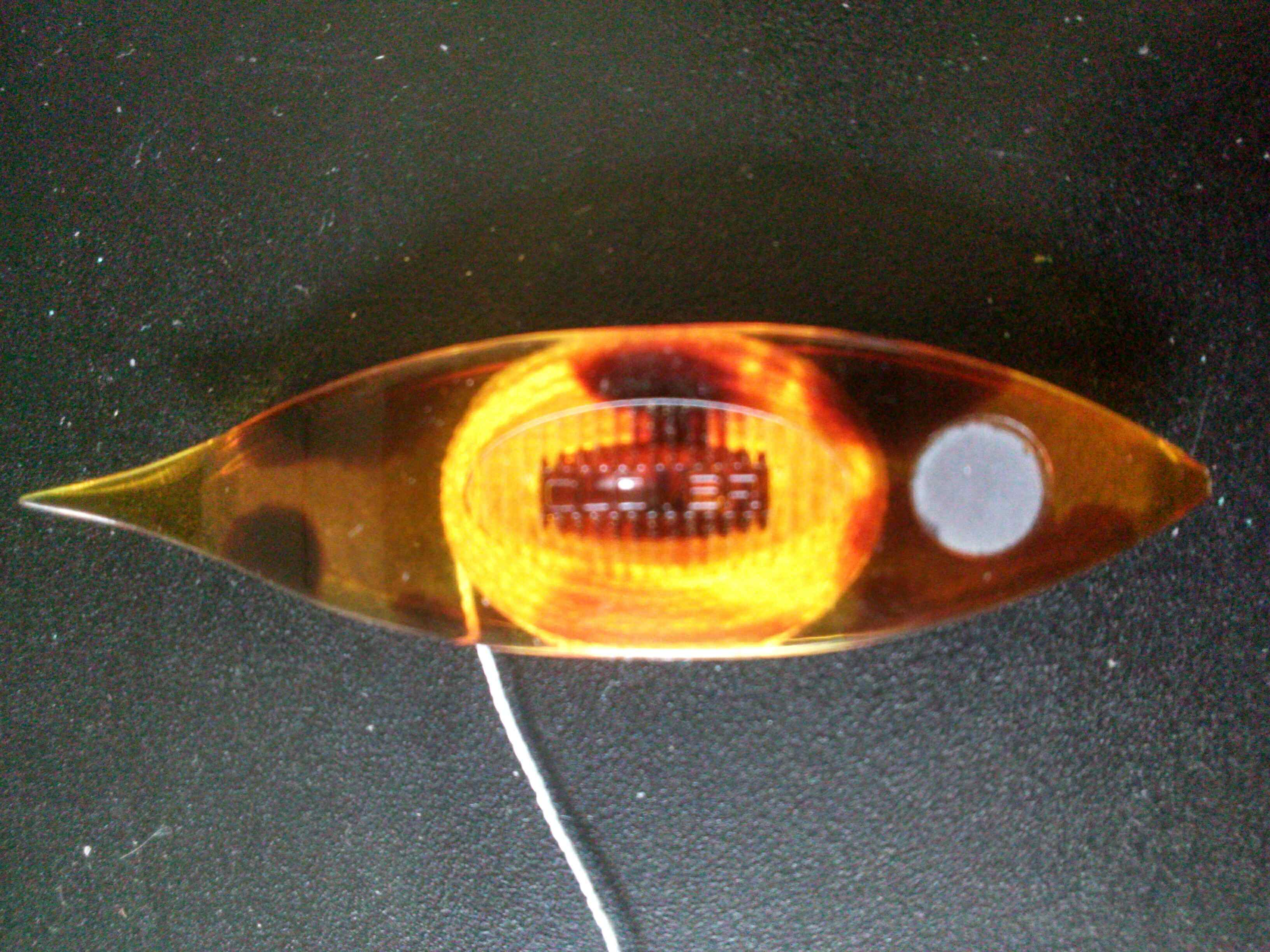
糸をいっぱいに巻いた状態

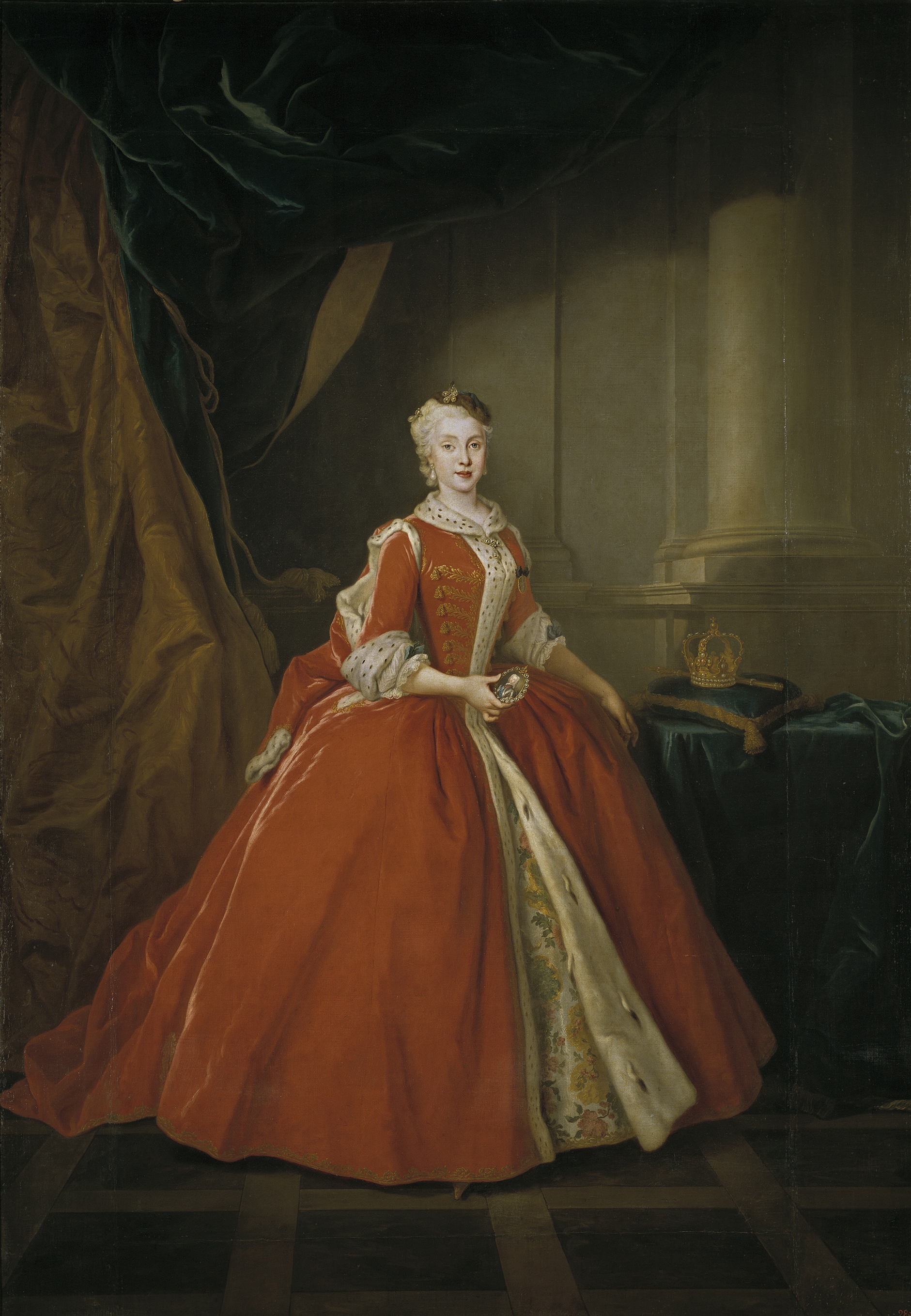
マリア・アマリア・フォン・ザクセン(1724-1760) 18世紀の宮廷では高貴な女性がシャトルを手に持ち肖像を描かれた
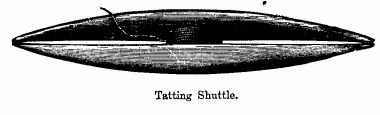
Beeton's Book of Needlework(1870）より、19世紀のタティング用シャトル
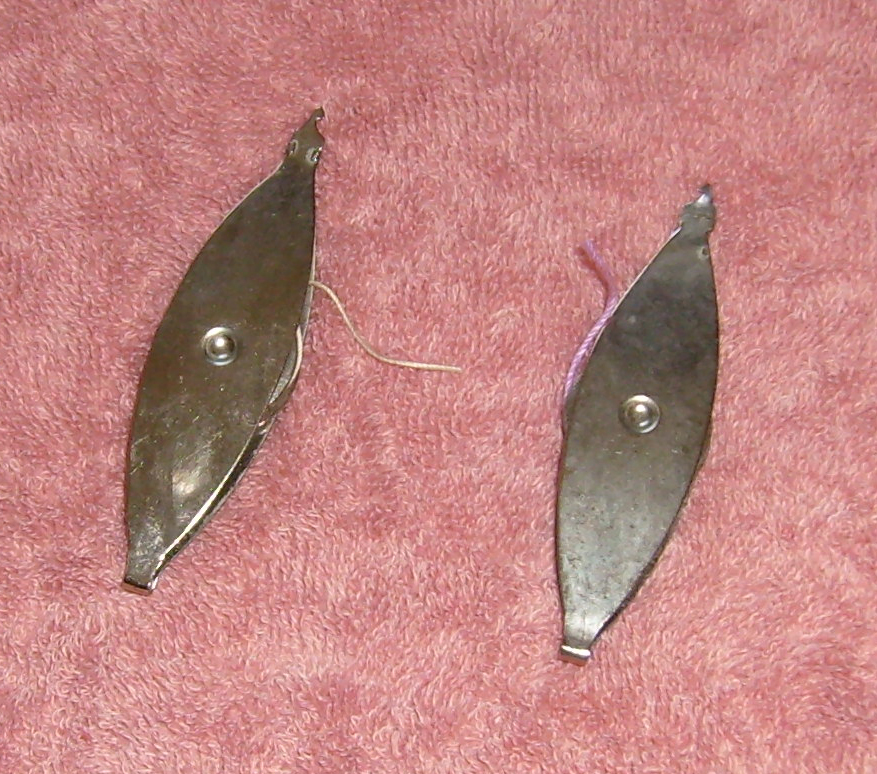
20世紀初頭の金属性タティング用シャトル
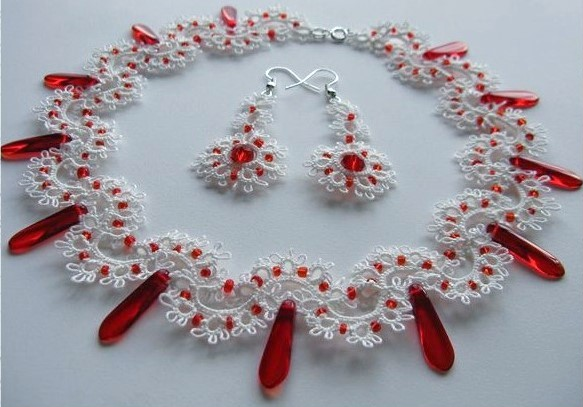
現代のタティングレースとビーズのアクセサリー